# Yannick Ripa
Pour les articles homonymes, voir Ripa.
Yannick Ripa (née en 1954) est une historienne française. Professeure à l'université de Paris VIII à Saint-Denis, elle est également membre de l'axe genre du LabEx EHNE, membre de l'UMR SIRICE et collaboratrice régulière au journal Libération.

## Biographie
Spécialiste, dans un premier temps, d'histoire du XIXe siècle, elle a soutenu, en 1983, une thèse de doctorat sous la direction de Michelle Perrot, ayant donné lieu à une première publication : La ronde des folles. Femmes, folie et enfermement au XIXe siècle (Aubier, 1985).  Elle a aussi publié l'Histoire du rêve, regards sur l'imaginaire des Français au XIXe siècle (Olivier Orban, 1988).
Par la suite, elle est devenue spécialiste de l'histoire des femmes espagnoles au XXe siècle, s'intéressant particulièrement aux violences exercées sur celles-ci (viols, tontes, etc.) et publiant divers articles sur ce sujet.
Après avoir soutenu une thèse d'habilitation à diriger des recherches sous la direction d'Alain Corbin, elle a publié le premier manuel d'histoire des femmes : Les femmes actrices de l'Histoire. France, 1789-1945 (SEDES, 1999).  
Elle est aussi l'auteure d'un livre d'idées reçues, Les Femmes (éd. Cavalier bleu, 2002).
En 2007, elle appelle à voter pour Ségolène Royal, dans un texte publié dans Le Nouvel Observateur, « contre une droite d’arrogance », pour « une gauche d’espérance ». 
En 2010, elle publie un ouvrage sur Hersilie Rouy, une artiste du XIXe siècle internée arbitrairement en asile, qui réussit à en sortir et qui lança dès lors un combat contre les internements psychiatriques abusifs,.  
En 2015, elle dirige la publication d'un ouvrage collectif, L'Étonnante histoire des belles-mères, analysant les clichés sur ces femmes.  
Dans le cadre du labex EHNE.fr, elle dirige avec Julie Le Gac le thème Genre et Europe de l'Encyclopédie en ligne et participe à l'élaboration collective de l'ouvrage L'Europe des femmes en 2017 (Perrin). L'année suivante, elle publie au Cavalier bleu Femmes d'exception, les raisons de l'oubli.  
En 2020 sort Histoire féminine de la France, de la Révolution à la loi Veil (1789-1975), aux éditions Belin dans la collection Références dirigée par Joël Cornette, ouvrage préfacé par Michelle Perrot. Puisant dans des sources féminines, l'historienne redonne la parole aux femmes et retrouve leurs regards sur les évènements et leurs actions sur ceux-ci. 
En 2022, elle publie un livre sur Cléo de Mérode.

## Publications
- Carnets d’une séquestrée, éd. Le Sycomore, 1983.
- La Ronde des folles, femmes, folie et enfermement au XIXe siècle, éd. Aubier, 1986.
- L’Enseignement technique de la Révolution à nos jours, t.1 : 1789-1926, avec Thérèse Charmasson et Anne-Marie Le Lorrain, INRP/Economica, 1987.
- L’Enseignement agricole et vétérinaire, de la Révolution à la Libération, avec Thérèse Charmasson et Anne-Marie Le Lorrain INRP/Publications de la Sorbonne, 1992.
- Histoire du rêve. Regards sur l’imaginaire nocturne des Français au XIXe siècle, Orban, 1988.
- De la violence et des femmes (coll.), Albin Michel, 1997.
- Les Femmes, actrices de l’histoire, France, 1789-1945, Sedes, 1999.
- Séductions et sociétés, approches historiques (coll.), Seuil, 2001.
- Les Femmes, collection Idées reçues, Le Cavalier bleu, 2002.
- Les 100 notions de l’histoire de l’Europe du XIXe siècle, Belin, 2007.
- Les Femmes en France, de 1880 à nos jours, Éd. Chêne, 2007.
- Les Femmes, actrices de l’histoire, France, de 1789 à nos jours, Paris, Armand Colin, 2010.
- L’Affaire Hersilie Rouy, une femme contre l’asile au XIXe siècle, Tallandier, 2010.
- L’Étonnante histoire des belles-mères (dir.), Belin, 2015.
- Les Femmes dans la société. Une histoire d’idées reçues, Le Cavalier bleu, 2016.
- « Genre et Europe » (dir., 2012-2018), in Encyclopédie écrire une histoire nouvelle de l’Europe (en ligne).
- L’Europe des femmes (collectif), Perrin, 2017.
- Femmes d’exception, les raisons de l’oubli, Le Cavalier bleu, 2018.
- Histoire féminine de la France, de la Révolution à la loi Veil (1789-1975), Belin, 2020.
- Cléo de Mérode : Icône de la belle époque, Tallandier, 2022.
- Yannick Ripa et Françoise Thébaud (dir.), Les féminismes. Une histoire mondiale 19e–20e siècles, Textuel, 2024.